# 31 iulie
ianuarie • februarie • martie  • aprilie  • mai  • iunie  • iulie  • august  • septembrie  • octombrie  • noiembrie  • decembrie
31 iulie este a 212-a zi a calendarului gregorian și a 213-a zi în anii bisecți. Mai sunt 153 de zile până la sfârșitul anului.

## Evenimente

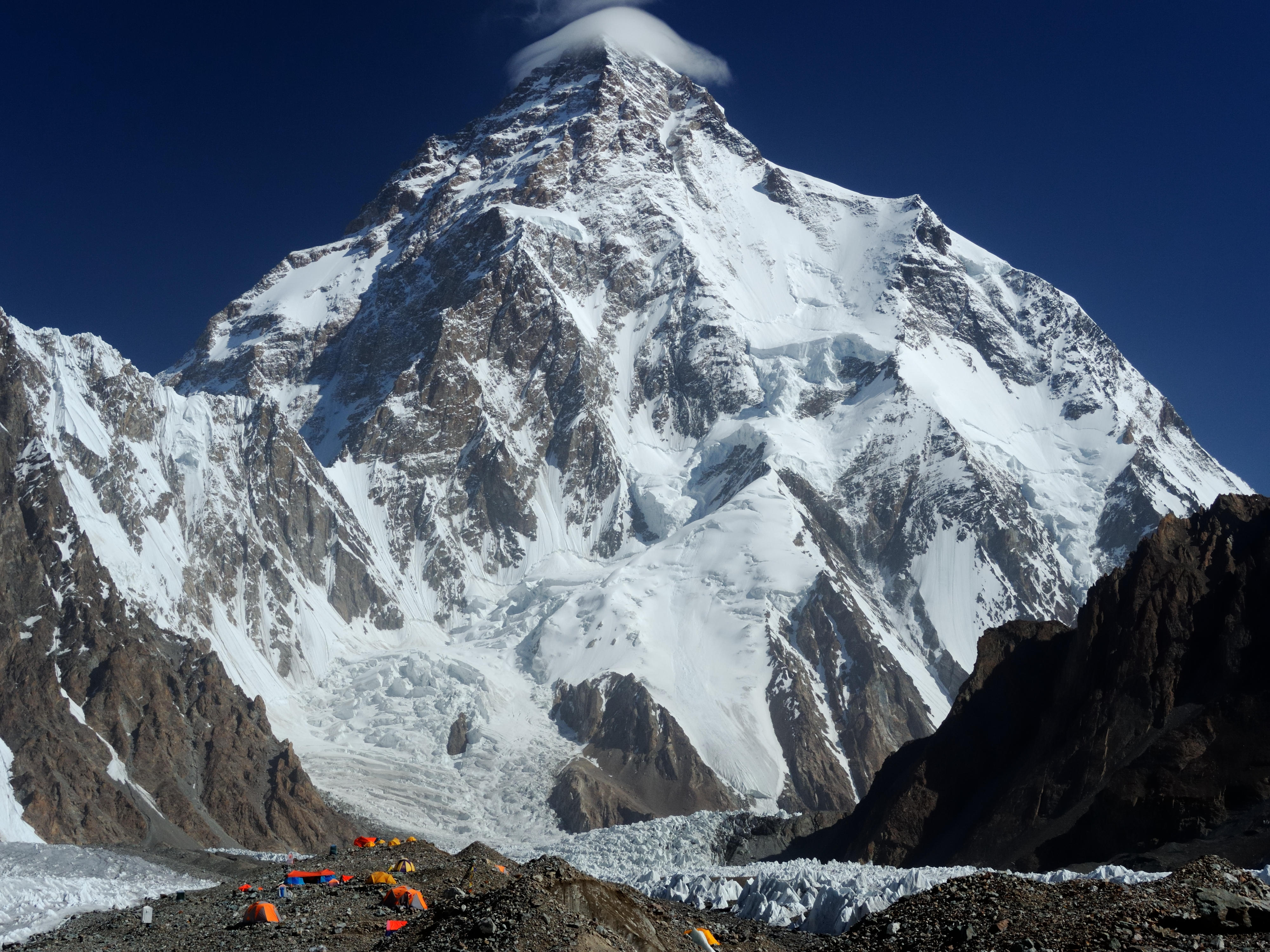
1954: Prima ascensiune pe K2, de către o expediție italiană condusă de Ardito Desio.

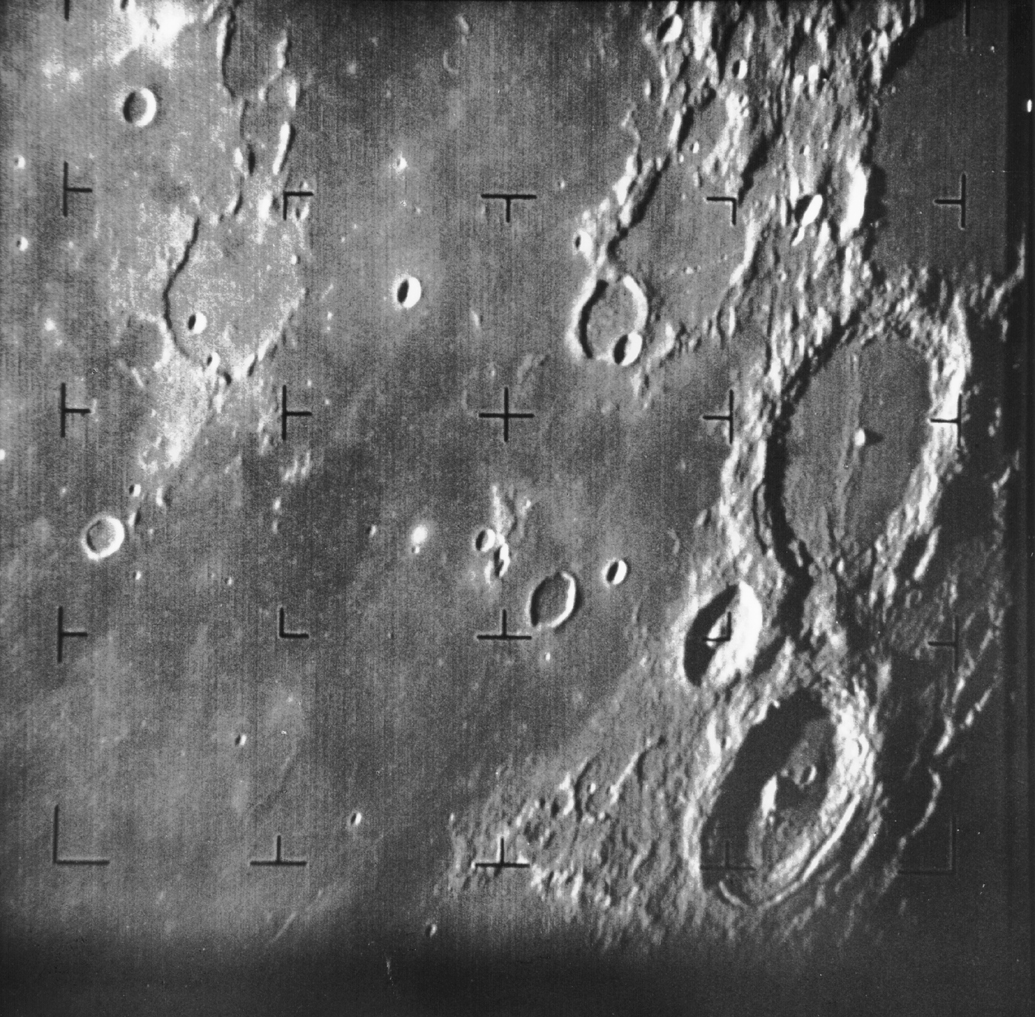
1964: Sonda spațială americană Ranger 7 ajunge la Lună și trimite 4.308 de fotografii de calitate excelentă, înainte de a se prăbuși. Prima imagine a Lunii făcută de Ranger 7.

- 0904: După trei zile de asediu, Salonic cade în mâinile sarazinilor, care distrug orașul.
- 0781: Cea mai veche erupție înregistrată a Muntelui Fuji (data tradițională japoneză: a șasea zi a lunii a șaptea din primul an al erei Ten'o (天応).[1]
- 1009: Pietro Boccapecora devine Papa Sergiu al IV-lea, al 142-lea papă, succedându-i Papei Ioan al XVIII-lea.
- 1227: Începutul creștinării cumanilor și brodnicilor (31 iulie 1227 - 21 martie 1228).
- 1423: Cu victoria în Bătălia de la Cravant împotriva Franței și a Scoției, Anglia a atins apogeul succesului său în Războiul de O Sută de Ani.
- 1431: Prima atestare internă a orașului Piatra Neamț.
- 1498: În cea de-a treia călătorie, Cristofor Columb devine primul european care descoperă insula Trinidad.
- 1877: Marele Duce Nicolae, comandantul suprem al armatelor rusești, a adresat principelui Carol o telegramă cifrată în care, relatându-i despre înfrângerea suferită de trupele rusești în cea de-a doua bătălie de la Plevna, i-a cerut cu insistență ajutorul. Primele unități ale Armatei Române au trecut Dunărea și au luat în primire paza podului de vase Zimnicea-Svistov.
- 1917: Primul Război Mondial: Începe Bătălia de la Passchendaele, care a avut ca obiectiv controlul asupra satului Passchendaele (astăzi, Passendale) de lângă orașul Ypres din Flandra de Vest, Belgia.
- 1919: A doua renunțare la tron a Prințului Carol al României (revenit la 20 februarie 1920).
- 1919: Adunarea Națională Germană adoptă Constituția de la Weimar.
- 1932: Partidul Național Socialist German al Muncitorilor câștigă peste 38% din voturi la alegerile din Germania.
- 1936: Comitetul Olimpic Internațional anunță că Jocurile Olimpice de vară din 1940 se vor desfășura la Tokyo. Totuși, jocurile au fost anulate din cauza celui de-Al Doilea Război Mondial.
- 1944: Scriitorul și aviatorul Antoine de Saint-Exupéry se lansează într-un zbor de recunoaștere deasupra Mării Mediterane; avionul său este doborît și Antoine de Saint-Exupéry este considerat de atunci dispărut.
- 1954: Franța a recunoscut autonomia internă a Tunisiei.
- 1954: Prima ascensiune pe K2, de către o expediție italiană condusă de Ardito Desio.
- 1957: A intrat în funcțiune primul reactor atomic românesc.
- 1964: Sonda spațială americană Ranger 7 ajunge la Lună și trimite 4.308 de fotografii de calitate excelentă, înainte de a se prăbuși.[2]
- 2006: Raúl Castro devine Președintele Consiliului de Stat în timpul unei perioade temporare a transferii puterii, cauzată de starea de sănătate a lui Fidel Castro.

## Nașteri
- 1396: Filip cel Bun, Duce de Burgundia (d. 1467)
- 1527: Maximilian al II-lea, împărat roman (d. 1576)
- 1718: John Canton, fizician englez (d. 1772)
- 1800: Friedrich Wöhler, chimist german (d. 1882)
- 1803: John Ericsson, inventator american de origine suedeză (d. 1889)
- 1809: Francis Walker, entomolog englez (d. 1874)
- 1812: Amélie de Leuchtenberg, a doua soție a împăratului Pedro I al Braziliei (d. 1873)
- 1830: Ignacio Suárez Llanos, pictor spaniol (d. 1881)
- 1835: Henri Brisson, politician francez, al 50-lea prim-ministru al Franței (d. 1912)
- 1859: Theobald Smith, patolog american (d. 1934)

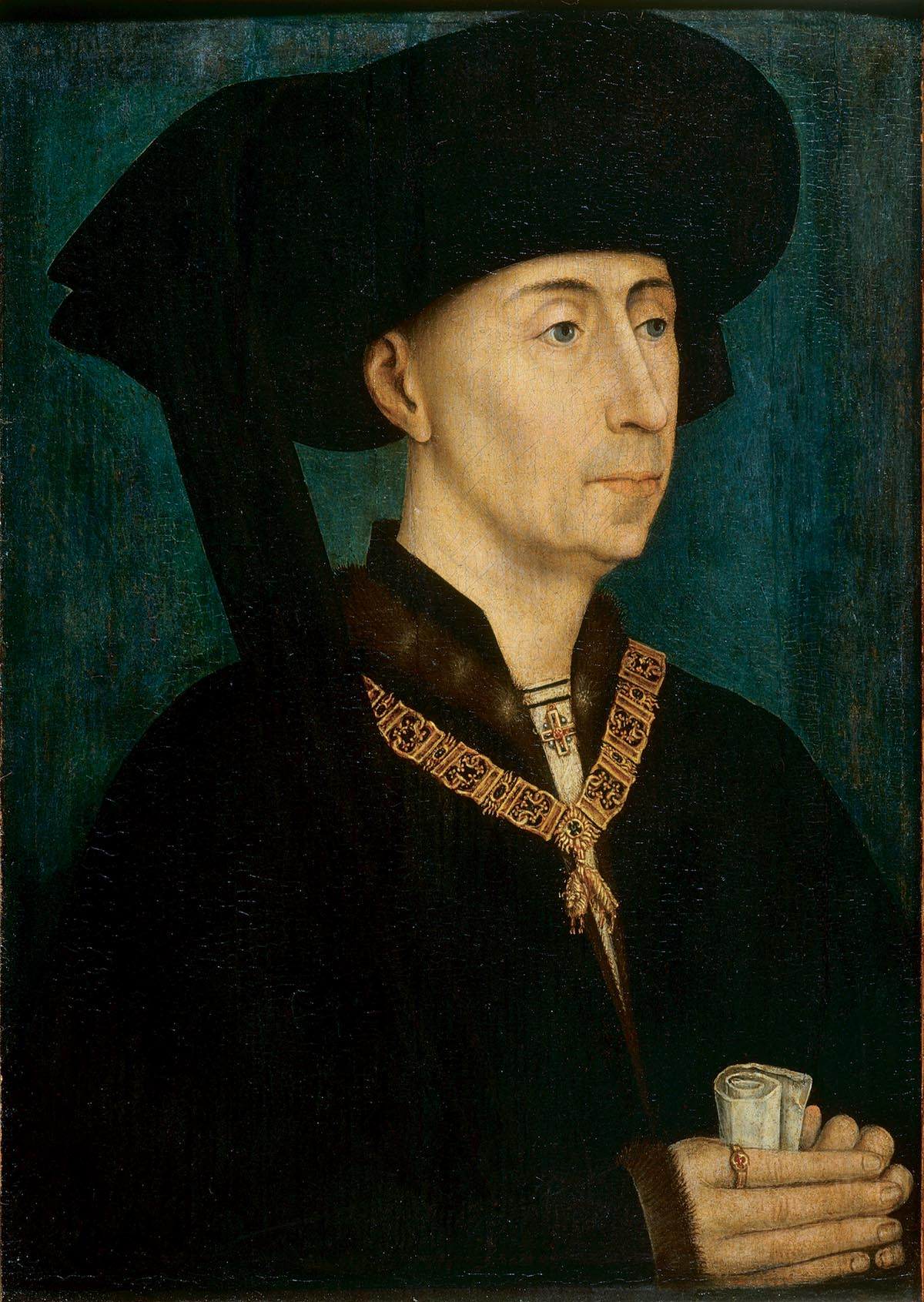
Filip cel Bun, Duce de Burgundia
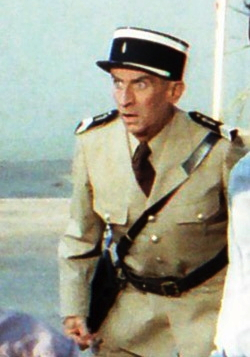
Louis de Funès, actor francez
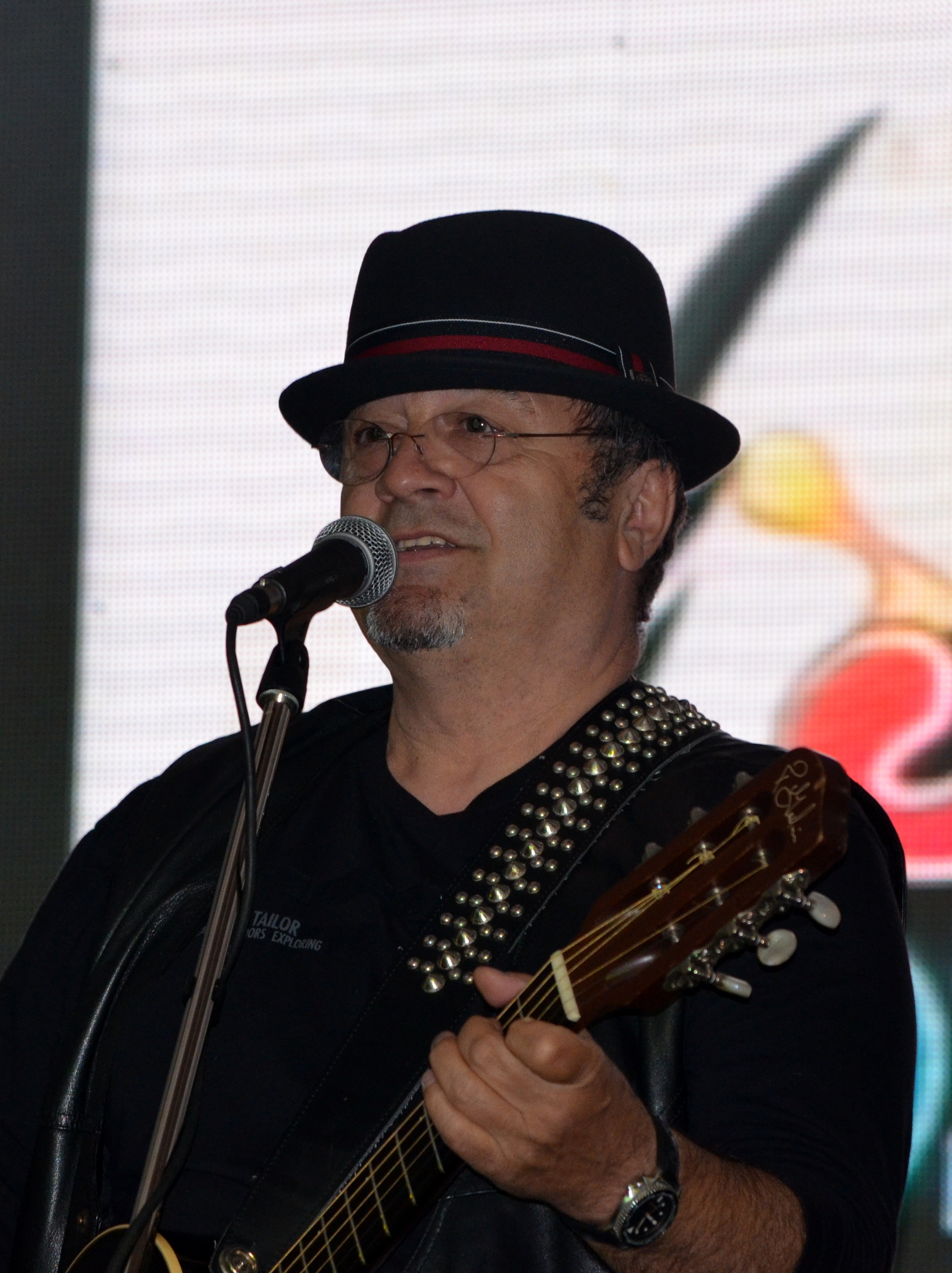
Mircea Baniciu, cântăreț român

- 1865: Afonso, Prinț Regal al Portugaliei (d. 1920)
- 1912: Milton Friedman, economist american, laureat Nobel (d. 2006)
- 1914: Louis de Funès, actor francez de teatru și film (d. 1983)
- 1918: Paul D. Boyer, chimist american, laureat Nobel (d. 2018)
- 1919: Primo Levi, chimist și autor italian (d. 1987)
- 1919: Maurice Boitel, pictor francez (d. 2007)
- 1926: Hilary Putnam, filosof american (d. 2016)
- 1929: Lynne Reid Banks, scriitoare britanică
- 1932: Prințul Johann Georg de Hohenzollern (d. 2016)
- 1933: Cees Nooteboom, scriitor olandez
- 1937: Henry Mavrodin, pictor român (d. 2022)
- 1939: Nicu Constantin, actor român de teatru și film (d. 2009)
- 1944: Geraldine Chaplin, actriță americană, fiica lui Charlie Chaplin
- 1949: Andrei Partoș, psiholog, realizator de radio și TV, DJ, jurnalist român
- 1949: Mircea Baniciu, compozitor și interpret român de muzică ușoară
- 1951: Evonne Goolagong Cawley, jucătoare australiană de tenis
- 1952: Horațiu Mălăiele, actor român de teatru și film
- 1953: Modibo Keita, politician malian, prim-ministru al statului Mali (2002, 2015–2017), (d. 2021)
- 1956: Michael Biehn, actor american
- 1962: Wesley Snipes, actor american
- 1964: Nora Balling, fotomodel german
- 1966: Dean Cain, actor american
- 1969: Ben Chaplin, actor englez
- 1969: Antonio Conte, fotbalist și antrenor italian
- 1973: Richart Báez, fotbalist paraguayan
- 1974: Emilia Fox, actriță britanică
- 1987: Michael Bradley, fotbalist american
- 1987: Brittany Byrnes, actriță australiană
- 1989: Victoria Azarenka, jucătoare bielorusă de tenis

## Decese
- 1556: Ignațiu de Loyola, întemeietorul ordinului iezuit (n. 1491)
- 1586: Ferrante Capeci, rectorul colegiului academic din Cluj (n. 1546)
- 1713: Friedrich Wilhelm, Duce de Mecklenburg-Schwerin (n. 1675)
- 1726: Nicolaus II Bernoulli, matematician elvețian (n. 1695)
- 1750: Ioan al V-lea al Portugaliei (n. 1689)
- 1784: Denis Diderot, filosof francez (n. 1713)
- 1843: Rosario Weiss Zorrilla, pictoriță spaniolă (n. 1814)
- 1875: Andrew Johnson, al 17-lea președinte al Statelor Unite (n. 1808)
- 1886: Franz Liszt, pianist de origine maghiară (n. 1811)
- 1914: Jean Jaurès,  politician francez (n. 1859)
- 1926: Diogène Maillart, pictor francez (n. 1840)

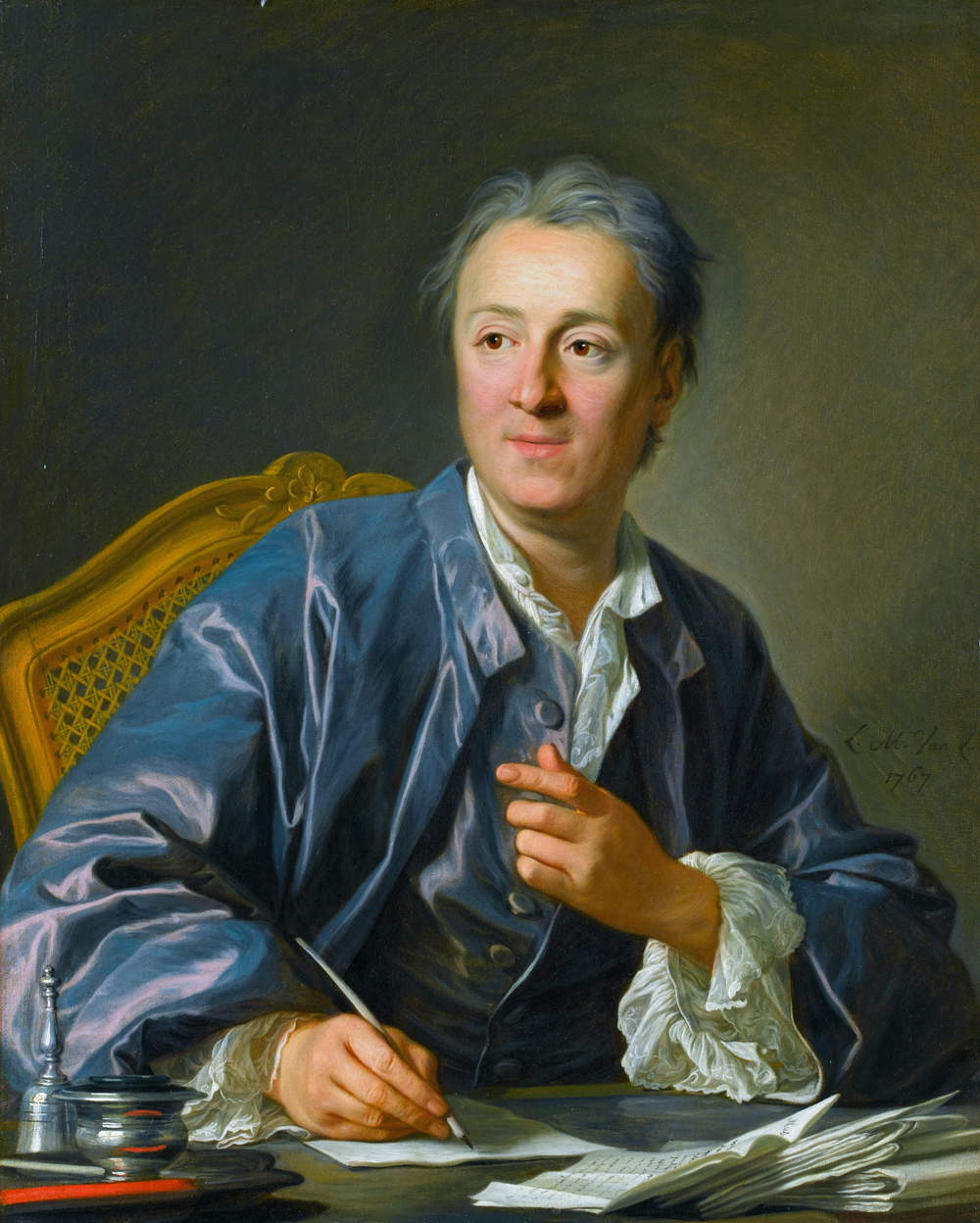
Denis Diderot, filosof francez
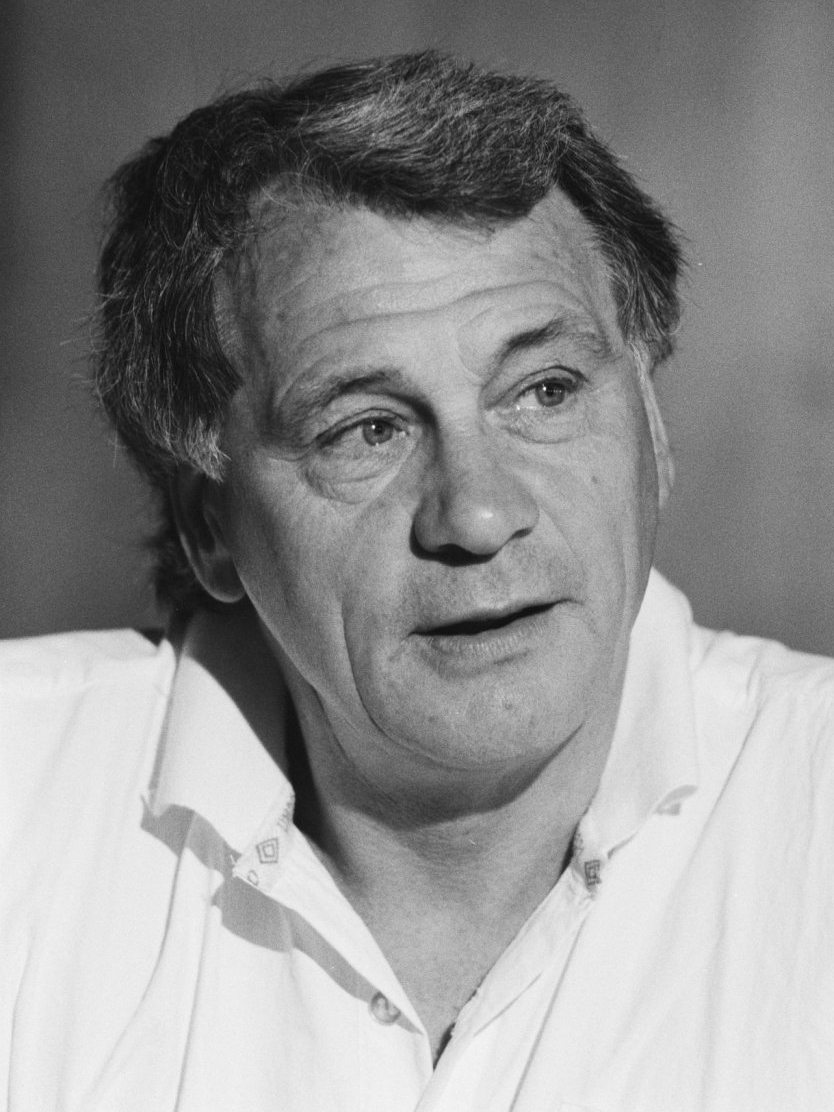
Sir Bobby Robson, fotbalist și antrenor englez
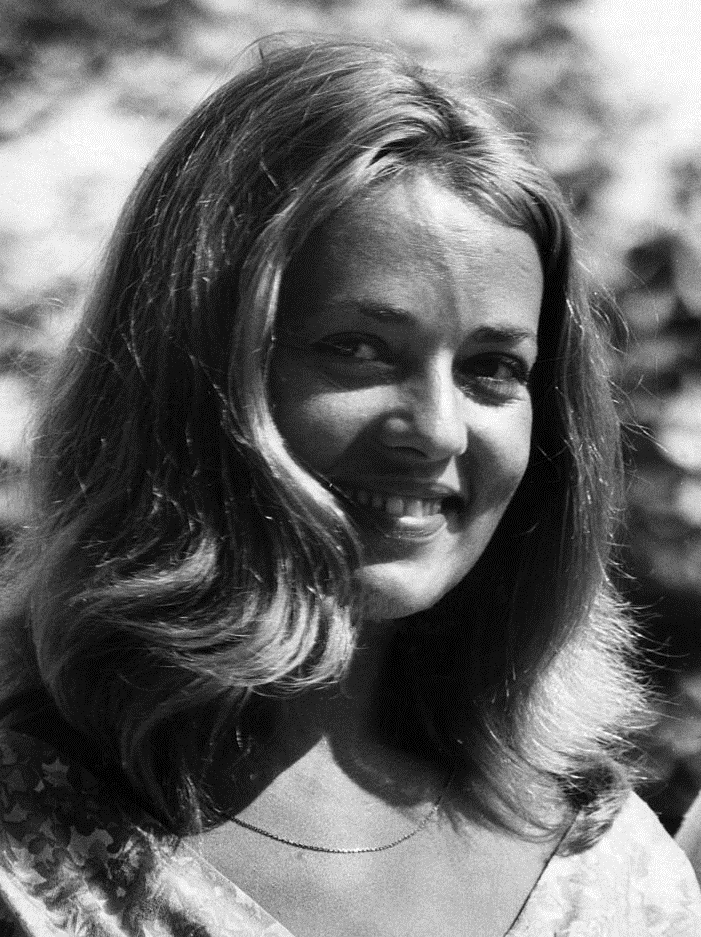
Jeanne Moreau, actriță franceză

- 1944: Antoine de Saint-Exupery, scriitor și pilot francez (n. 1900)
- 1965: Thérèse Geraldy, pictoriță franceză (n. 1884)
- 1972: Paul-Henri Spaak, politician belgian, prim-ministru al Belgiei (n. 1899)
- 1975: Daisuke Katō, actor japonez (n. 1911)
- 1980: Pascual Jordan, fizician teoretician german (n. 1902)
- 1986: Iustin Moisescu, patriarh al Bisericii Ortodoxe Române (n. 1910)
- 1993: Baudouin I al Belgiei (n. 1930)
- 1998: Ioan Ploscaru, deținut politic, episcop, unul din liderii Bisericii Române Unite în perioada clandestinității (n. 1911)
- 2001: Poul Anderson, scriitor american de science fiction (n. 1926)
- 2001: Friedrich Franz, Mare Duce Ereditar de Mecklenburg-Schwerin (n. 1910)
- 2005: Wim Duisenberg, economist olandez și primul președinte al Băncii Centrale Europeane (n. 1935)
- 2009: Sir Bobby Robson, fotbalist și antrenor englez (n. 1933)
- 2013: Michael Ansara, actor siriano-american (n. 1922)
- 2017: Jeanne Moreau, actriță franceză (n. 1928)
- 2019: Harold Prince, producător și regizor de teatru american (n. 1928)
- 2020: Alan Parker, regizor englez (n. 1944)

## Sărbători
- Sfântul Ignațiu de Loyola (calendar romano-catolic)